# Ajac
Ajac es una localidad y comuna francesa, situada en el departamento del Aude en la región de Languedoc-Roussillon. 
A sus habitantes se les conoce por el gentilicio Ajacois.

## Demografía
| 218                        | 219 | 226 | 217 | 209 | 196 |
| (Fuente: [cita requerida]) |     |     |     |     |     |

(Población sans doubles comptes según la metodología del INSEE).